# Colibri à gorge grenat
Lamprolaima rhami
Genre
Espèce
Statut de conservation UICN

 LC  : Préoccupation mineure
Statut CITES
Le Colibri à gorge grenat (Lamprolaima rhami) unique représentant du genre Lamprolaima, est une espèce de colibris de la sous-famille des Trochilinae et de la tribu des Lampornithini.

## Distribution
Le Colibri à gorge grenat est présent au Guatemala, au Honduras, au Salvador et au Mexique.

Carte de répartition de l'espèce

## Référence
(en) « Neotropical Birds Online », Cornell Lab of Ornithology, 10 août 2011